# Ciocârlia, Ialomița
Ciocârlia là một xã thuộc hạt Ialomița, România. Dân số thời điểm năm 2002 là 890 người.